# Nicolas Bontinck
Pas d'image ? Cliquez ici

a Compétitions nationales et continentales officielles uniquement.

b Matchs officiels uniquement.
Nicolas Bontinck, né le 27 juin 1985 à Dole, est un joueur français de rugby à XV qui évolue au poste de troisième ligne aile ou troisième ligne centre.

## Biographie
Il fréquente l'école privée Saint-Nicolas à Dole, puis le collège privé Notre-Dame de Mont Roland. Il intègre ensuite le Pôle espoir rugby du lycée Louis Armand de Villefranche-sur-Saône. Il finit ses études au lycée L'Oiselet de Bourgoin-Jallieu après avoir rejoint l'effectif professionnel du CS Bourgoin-Jallie. Il obtiendra par la suite son diplôme de préparateur physique (DUEPP).
Il est aujourd'hui[Quand ?] directeur d'Escapades Adaptées, agence de voyages à destination d'adultes porteurs de handicap mental.

## Palmarès

### En club
- Championnat de France Reichel :
  - Champion : 2006 avec le CS Bourgoin-Jallieu, face à Narbonne[réf. nécessaire].
- Championnat de France de 2e division :
  - Champion : 2007 avec le FC Auch, 2011 et 2014 avec le Lyon OU[1].

### En sélection nationale
- International -18 ans :
  - 1 sélection en 2003 (pays de Galles)[réf. nécessaire].
- International -19 ans : 
  - 2004 : participation au championnat du monde en Afrique du Sud, 1 sélection, 1 essai (Écosse)[réf. nécessaire].
  - 4 sélections en 2003-2004[réf. nécessaire].
- International -21 ans : 
  - 2006 : champion du monde en France, 4 sélections, 1 essai (Irlande, pays de Galles, Australie, Afrique du Sud)[1].
  - 6 sélections en 2005-2006[réf. nécessaire].